# 图马拉
图马拉（Tumara'a，亦作Tumaraa）是法国海外集体法屬玻里尼西亞背风群岛行政区的一个市镇，位于賴阿特阿島。

## 地理
图马拉（16°51'32"S, 151°28'24"W）面积71 平方千米，位于法国海外集体法屬玻里尼西亞背风群岛的賴阿特阿島。
与图马拉接壤的市镇包括：塔普塔普阿泰、烏圖羅阿。

## 行政
图马拉的邮政编码为98735，INSEE市镇编码为98754。

## 政治
图马拉的现任市长为西里尔·特图阿努伊（Cyril Tetuanui）先生，任期为2020-2026年。

## 人口
图马拉于2022年时的人口数量为3,718人。